# خطاب بخصوص الأحداث في أوكرانيا
«خطاب بخصوص الأحداث في أوكرانيا» كان خطابًا متلفزًا ألقاه الرئيس الروسي فلاديمير بوتين في 21 فبراير 2022، أعلن فيه أن الحكومة الروسية ليس لديها خيار إلا الاعتراف باستقلال المناطق الانفصالية في جمهورية دونيتسك الشعبية وجمهورية لوغانسك الشعبية. خلال الخطاب، أدلى بوتين أيضًا بعدد من البيانات المتعلقة بالتاريخ الأوكراني والسياسة الداخلية الأوكرانية. الخطاب، الذي كان عُد تصعيدًا كبيرًا في الأزمة الروسية الأوكرانية 2021-2022، تبعه بعد ثلاثة أيام خطاب «إجراء عملية عسكرية خاصة» في أوكرانيا، وبدء الغزو الروسي لأوكرانيا.

## الخطاب
بدأ الخطاب بإعلان بوتين أن «الوضع في دونباس وصل إلى مرحلة حرجة وحادة» وأن «أوكرانيا ليست مجرد دولة مجاورة لنا. إنها جزء لا يتجزأ من تاريخنا وثقافتنا وفضائنا الروحي».
ثم أدلى الخطاب بعدد من التصريحات حول التاريخ الأوكراني والسوفيتي، بما في ذلك شرح أن أوكرانيا الحديثة أنشأها البلاشفة في عام 1917 كجزء من استرضاء شيوعي لقومية الأقليات العرقية في الإمبراطورية الروسية السابقة، وأن جوزيف ستالين أخفق في إزالة «التخيلات البغيضة والطوباوية المستوحاة من الثورة» من دستور الاتحاد السوفيتي، وأن هذه الأخطاء، بالإضافة إلى اللامركزية والدمقرطة التي أحدثتها إصلاحات ميخائيل غورباتشوف في أواخر الثمانينيات، أدت في النهاية إلى تفكك الاتحاد السوفيتي و«انهيار روسيا التاريخية».
ثم أوضح بوتين أن روسيا ما بعد الاتحاد السوفيتي قدمت المساعدة لدول أخرى في فترة ما بعد الاتحاد السوفيتي، بما في ذلك تحمل كامل الديون السيادية للاتحاد السوفيتي. ومع ذلك، صرح بوتين أن أوكرانيا استمرت في المطالبة بحصة من احتياطيات الاتحاد السوفيتي من الذهب والأصول الأجنبية، وأن الحكومة الأوكرانية ترغب في الاستمرار في التمتع بالامتيازات المرتبطة بعلاقات وثيقة مع روسيا «بينما تظل خالية من أي التزامات»، وأن أوكرانيا استخدمت علاقاتها مع روسيا كتهديد لابتزاز الغرب لمنحها تفضيلات أكبر.
بعد ذلك، أوضح أن أوكرانيا ما بعد الاتحاد السوفيتي «أصيبت بفيروس القومية والفساد»، واصفًا الثورة الأوكرانية 2014 بأنها انقلاب قادته قوى غربية أغرقت أوكرانيا في حرب أهلية. ثم قال إن الحكومة الأوكرانية سنت قوانين تميز ضد الأوكرانيين الناطقين بالروسية، وقال إنها تعد جيشها لأعمال عدائية ضد روسيا، بما في ذلك النية في صنع أسلحة نووية والسماح بحشد قوات الناتو على الأراضي الأوكرانية. وصرح بوتين كذلك أن «انضمام أوكرانيا إلى الناتو يشكل تهديدًا مباشرًا لأمن روسيا»، وأن الناتو فشل في الوفاء بوعوده بعدم التوسع في أوروبا الشرقية.
ثم صرح بعد ذلك بأن أوكرانيا لم تحترم اتفاقيات مينسك، ونتيجة لذلك، كان من «الضروري اتخاذ قرار طال انتظاره» للاعتراف باستقلال جمهورية دونيتسك الشعبية وجمهورية لوغانسك الشعبية، وأنه سيتم التوقيع على معاهدة الصداقة والمساعدة المتبادلة مع المنطقتين. ثم أنهى خطابه بدعوة الحكومة الأوكرانية إلى «وقف الأعمال العدائية على الفور»، وإلا فإن «مسؤولية استمرار إراقة الدماء ستقع بالكامل على ضمير النظام الحاكم في أوكرانيا».

## ردود الفعل
قوبل الخطاب بقلق واسع النطاق، حيث أشار المعلقون إلى موضوعات القومية الروسية والوحدوية الروسية والتعديلية التاريخية.
كتب مراسل الغارديان شون ووكر أن بوتين «بدا غاضبًا حقًا وعاطفيًا في خطابه» ووصفه بأنه «محاضرة غاضبة ومشتتة». كتب كريستابس أندريجسون من فورين بوليسي أن الخطاب كان «فوضوي، غير متماسك، غاضب صاخب يصعب فهمه، لكن ذلك وضع رؤية مظلمة للمجد الوطني المتجدد» الذي «كان محقًا في أن الدول المجاورة، التي كانت ضحية للإمبريالية الروسية نفسها، تشعر بقلق شديد.»  كتب ماثيو ساسكس من الجامعة الوطنية الأسترالية أن «بوتين يشبه إلى حد بعيد القومي المتطرف الروسي الذي يتمتع بإدراك مهتز للتاريخ أكثر من كونه خبيرًا استراتيجيًا براغماتيًا»، مضيفًا أنه يبدو كما لو أن بوتين قد جعل «مهمته الشخصية هي إعادة كتابة تاريخ نهاية الحرب الباردة».
قوبل الادعاء في الخطاب بأن أوكرانيا من صنع فلاديمير لينين والبلاشفة في أعقاب الثورة الروسية عام 1917، على وجه الخصوص، بشكوك واسعة النطاق. قال سيرجي بلوخي من جامعة هارفارد إنها كانت «قراءة غريبة للتاريخ» وأنه «حتى التعرف السريع على تاريخ الثورة الروسية وسقوط الإمبراطورية الروسية التي صاحبت ذلك يشير إلى أن الدولة الأوكرانية الحديثة لم تظهر إلى الوجود بفضل لينين ولكن ضد رغباته وفي رد فعل مباشر على الانقلاب البلشفي في بتروغراد في أكتوبر 1917.»  وصفه جيهان توجال من جامعة كاليفورنيا بأنه «تاريخ أعاد بوتين كتابته، وهو التاريخ الذي تعتبر فيه أوكرانيا والدول الأخرى في الاتحاد السوفياتي من القطع الأثرية الشيوعية، وروسيا وحدها هي الحقيقية والطبيعية»، و«إنكار تاريخي مهم للحق في تقرير المصير». كتب ماريو كيسلر من مركز التاريخ المعاصر أن «الوعي القومي الأوكراني الحديث الذي يسعى إلى الاستقلال كان موجودًا بالفعل في القرن التاسع عشر» وأن بوتين كان «يأخذ الرغبات الإمبراطورية لروسيا القيصرية، والتي استأنفها جوزيف ستالين بعد الانفصال عن الأممية البلشفية عام 1917.» 

## روابط خارجية
- النص الكامل للخطاب باللغة الإنجليزية على موقع الكرملين